# Nathaniel Bland
Nathaniel Bland, född den 3 februari 1803 i Liverpool, död den 10 augusti 1865 (genom självmord), var en brittisk orientalist. 
Bland graduerades 1825 i Oxford och var en framstående forskare inom österländska språk och deras litteratur, särskilt persiska. Bland hans arbeten kan nämnas: Account on the Atesh Kedeh, a biographical work on the persian poets by Hâji Lutf' Alî beg, On the earliest persian biography of poets by Muhammed Aufî and on some other works of the class called tazkiratulshu'arâ, On the persian game of chess och The muhammedan science of Tabîr or interpretation of dreams (alla i Journal of the Royal Asiatic Society).